# Geranium antipodeum
Geranium antipodeum är en näveväxtart som beskrevs av Peter Frederick Yeo. Geranium antipodeum ingår i släktet nävor, och familjen näveväxter. Inga underarter finns listade i Catalogue of Life.